# Herrensee von Niedernhausen
Herrensee von Niedernhausen este o arie protejată (arie specială de conservare — SAC, sit de importanță comunitară — SCI) din Germania întinsă pe o suprafață de 23,94 ha, integral pe uscat.

## Localizare
Centrul sitului Herrensee von Niedernhausen este situat la coordonatele 49°45′37″N 8°48′19″E / 49.7603°N 8.8053°E.

## Înființare
Situl Herrensee von Niedernhausen a fost declarat sit de importanță comunitară în noiembrie 2004 pentru a proteja 2 specii de animale. Situl a fost protejat și ca arie specială de conservare în martie 2008.

## Biodiversitate
Situată în ecoregiunea continentală, aria protejată conține 2 habitate naturale: Fânețe de joasă altitudine (Alopecurus pratensis, Sanguisorba officinalis), Păduri aluvionare cu Alnus glutinosa și Fraxinus excelsior (Alno-Padion, Alnion incanae, Salicion albae).
La baza desemnării sitului se află mai multe specii protejate:
- nevertebrate (1): phengaris nausithous (Maculinea nausithous)
- pești (1): cicar (Lampetra planeri)